# 34326 Zhaurova
34326 Zhaurova è un asteroide della fascia principale. Scoperto nel 2000, presenta un'orbita caratterizzata da un semiasse maggiore pari a 2,4137289 au e da un'eccentricità di 0,1261824, inclinata di 3,30365° rispetto all'eclittica.